# Denis Lapaczinski
Denis Lapaczinski (Reutlingen, 26 settembre 1981) è un dirigente sportivo, allenatore di calcio ed ex calciatore tedesco, di ruolo centrocampista o difensore.

## Palmarès

### Giocatore

#### Competizioni nazionali
- Coppa di Lega tedesca: 2

Hertha Berlino: 2001, 2002